# 四所明神
四所明神（ししょみょうじん）とは、1社のうちに祀られる4柱の神の総称である。特に熊野四所明神や丹生四所明神のことを指す。

## 四所明神の例
- 熊野四所明神 -- 熊野十二所権現のうち下四社に祀られる四柱の神のこと。熊野権現を参照。
- 丹生四所明神・高野四社明神・天野四所明神 -- 高野山の鎮守として丹生都比売神社に祀られる四柱の神のこと。丹生都比売神社を参照。
- 藤原四所明神 -- 藤原氏の氏神として春日大社に祀られる四柱の神のこと。春日大社を参照。